# Loris Roggia
Loris Roggia (Pianezze, 4 settembre 1953 – Castrignano del Capo, 20 giugno 2003) è stato un copilota di rally italiano.

## Biografia
Ha esordito in gare ufficiali nel 1973.
È stato il navigatore di importanti piloti di rally quali Vittorio Caneva, Giovanni del Zoppo, Massimo Ercolani, Andrea Aghini, Gilberto Pianezzola, Fabio Frisiero, Michele Rayneri ed altri.
In carriera ha preso parte a 41 gare del World Rally Championship.
Fu 3º nel 1986 in Portogallo con Del Zoppo (Fiat Uno Turbo) e 4º al Rally di Sanremo nel 1993 con Pianezzola (Lancia).

## Incidenti
Nel 2000 un grave incidente al Rally d'Argentina, con conseguente intervento alla spina dorsale, lo costringe ad un anno di inattività.
In questo periodo si dedica anche all'organizzazione di gare automobilistiche: a lui si devono la struttura di due gare tricolori: San Marino e San Martino di Castrozza. Aveva dato vita anche ad un portale internet specializzato: rallylink.com.
Perde la vita il 20 giugno 2003 in un tragico incidente nella terza prova speciale del Rally del Salento, quando la Peugeot 206 guidata da Aghini si schianta su un muretto a secco nei pressi di Santa Maria di Leuca.
Dalla moglie Cristina Larcher (anche lei navigatrice di Massimo Ercolani e Edi Orioli) aveva avuto tre figli: Matteo, Christian e Alessandro.

## Palmarès
Nel 1985 vinse il Rally di San Marino con Massimo Ercolani, poi nel 1990 vinse con Rayneri il Rally Elpa Halkidiki; poi cinque volte sul podio al Rally Piancavallo (un primo, tre secondi e un terzo posto), sempre con Aghini vince il Rally del Ciocco e Valle del Serchio nel 1997, il Rallye International du Valais 97, il Rali Vinho da Madeira nel 1998 e nel 2002, il Rally delle Alpi Orientali '99 e il Rally Internazionale di Messina '99.
Nel 1993 vinse anche il campionato italiano, ripetendosi nel 1998 e 1999 con Andrea Aghini (su Toyota).